# Kaludra (Rekovac)
Pour les articles homonymes, voir Kaludra.
Kaludra (en serbe cyrillique : Калудра) est un village de Serbie situé dans la municipalité de Rekovac, district de Pomoravlje. Au recensement de 2011, il comptait 285 habitants.
Kaludra est également connue sous le nom de Velika Kaludra.

## Démographie
| 1948 | 1953 | 1961 | 1971 | 1981 | 1991 | 2002 | 2011 |
| ---- | ---- | ---- | ---- | ---- | ---- | ---- | ---- |
| 842  | 849  | 811  | 674  | 583  | 454  | 327  | 285  |

|  |